# Epanthidium nigrescens
Epanthidium nigrescens är en biart som först beskrevs av Heinrich Friese 1906.  Epanthidium nigrescens ingår i släktet Epanthidium och familjen buksamlarbin. Inga underarter finns listade i Catalogue of Life.